# مارتین لینگز
مارتین لینگز با نام اسلامی ابوبکر سراج‌الدین (زادهٔ ۲۴ ژانویه ۱۹۰۹ در منچستر – درگذشتهٔ ۱۲ مه ۲۰۰۵) از صوفیان پیرو طریقت شاذلیه و از مریدان فریتهوف شوئون (شیخ عیسی نورالدین احمد) بود. او در سال ۱۹۰۹ در منچستر در یک خانواده مسیحی پروتستان زاده شد. وی در آکسفورد به مطالعه آثار رنه گنون و فریتهوف شوئون پرداخت. او همچنین به تدریس زبان انگلیسی در دانشگاه قاهره و تدریس زبان عربی در آکسفورد پرداخته‌است.

## زندگی
سعید تهرانی، مترجم آثار او به فارسی دربارهٔ زندگی معنوی و روحانی او می‌نویسد:
جد و جهد آن بزرگوار و صدق و خلوص او [...] تا به حدی بود که در نودوهفتمین سال عمر پربرکتش، هم از لحاظ جسمانی و هم از لحاظ روحانی، از سالم‌ترین افراد شهر و کشور خود به‌شمار می‌رفت، تا آخرین روزهای حیاتش (در کنار نگارش و تحریر کتب) باغبانی می‌کرد و درخت می‌نشاند، و در تمامی عمر خود هرگز حاضر نشد اتومبیل براند یا حتی رانندگی بیاموزد تا مبادا به وسیلهٔ یکی از بارزترین و مخرب‌ترین تجسم‌های مدرنیسم، به نفس خودش، به نفوس دیگران، و به زمین و آسمان و به هستی ستم کند؛ کاری که روشنفکران پس از او به‌طور روزافزون تصدیق کرده و به اهمیت آن پی برده و می‌برند.

قرار گرفتن در معرض آنچه از تعالیم حضرت مسیح (ع) در زبان انگلیسی و زبان لاتین باقی مانده بود و عمل به آن تعالیم، نفس مستعد و منضبط و ریاضت‌کش او را-که بدانچه می‌دانست به جد عمل می‌کرد-تا سرحد اسلام خاص رساند، یعنی فرصت فراتر رفتن از سطح تسلیم به معنای عام (که خودش در مسیحیت بدان رسیده بود) و ورودش به استسلام شریعت خاتم و حتی ورود در یک طریقت عرفانی؛ و بدین ترتیب، او یک بار دیگر با یک انتخاب حیاتی مواجه شد: سهولت و عافیتِ نسبیِ ماندن در مقام یک مسیحی کاتولیک (که اندکی پیش به دلیل اعتقاد سنت‌گرایانه، با ترک مذهب رسمی کلیسای انگلستان بدان گرویده بود) در مقابل اسلام آوردن و اتصال به اصیل‌ترین و خالص‌ترین سنت دینی در میان ادیان بزرگ جهان.
لینگز در سال ۱۹۳۹ به قاهره، پایتخت مصر رفت و با دوستی که نزد رنه گنون تلمذ می‌کرد آشنا شد. او برای مدت ده سال در قاهره ماند و در آن‌جا به تحصیل زبان عربی پرداخت. او در این مدت در دانشگاه الازهر زبان و ادبیات انگلیسی تدریس می‌کرد و نمایش‌نامه‌های شکسپیر را به صورت سالانه منتشر می‌کرد. او در آن‌جا با لزلی اسمالی ازدواج کرد و با او تا ۱۹۴۴ در دهکده‌ای نزدیک اهرام مصر زندگی کرد و علی‌رغم زندگی آرامش، به دنبال ناآرامی‌ها و تهدیداتی که متوجه اتباع انگلستان بود، مجبور شد قاهره را ترک کند.
پس از بازگشت به وطن او در مدرسه مطالعات شرقی و آفریقایی دانشگاه لندن به تدریس عربی پرداخت. رسالهٔ دکتری خود را پیرامون افکار سید احمد العلوی، صوفی مشهور الجزایری نوشت. او پس از آن مدتی در موزه بریتانیا و کتابخانه بریتانیا مشغول کار روی نسخه‌های خطی شرقی شد و از ۱۹۷۰ تا ۷۳ به عنوان کتابدار کتب چاپی و خطی شرقی به انجام وظیفه پرداخت. او در عین حال در مجله مطالعات تطبیقی ادیان مطلب می‌نوشت. در دو دههٔ آخر عمر، حجم فعالیت‌ها و نوشته‌های لینگز افزایش یافت و با وجود این‌که رسالهٔ دکتری او در مورد احمد علوی به خوبی شناخته شده بود، شهرت اصلی او به خاطر کتابی بود که دربارهٔ زندگی پیامبر خدا با عنوان محمد: زندگی‌نامه‌ای بر اساس منابع اولیه در سال ۱۹۸۴ نوشت. این کتاب حتی در بین مسلمین نیز مطرح شد و دولت‌های پاکستان و مصر جوایزی به آن اختصاص دادند. کار او در کنفرانس ملی سیره در اسلام‌آباد به عنوان بهترین زندگی‌نامهٔ پیامبر اسلام معرفی شد. محل سکونت لینگز در این مدت در کنت بود. او سرانجام در ۱۲ می ۲۰۰۵ درگذشت.
لینگز در خصوص زندگی‌نامه‌ای که برای پیامبر نوشته بود با یکی از علمای سلفی و وهابی به نام ابوبلال مصطفی الکندی مناظره‌ای نیز انجام داد.
علاوه بر نوشته‌های او در حوزهٔ تصوف، وی یک محقق شکسپیری نیز بود. او در مطالعاتش همواره به دنبال دقایق عرفانی نهفته در آثار شکسپیر می‌گشت.

## نگارخانه

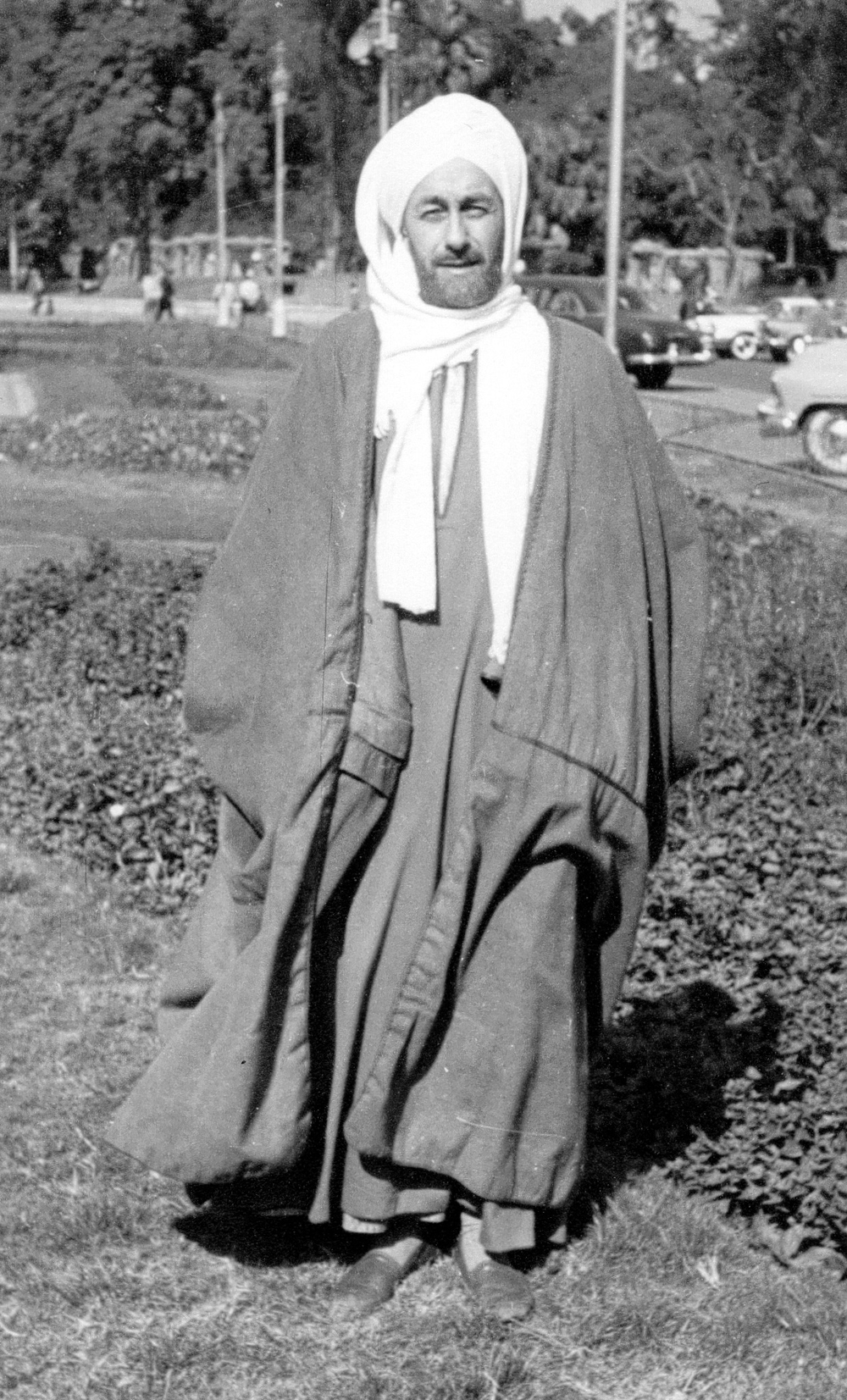